# Crkva Uzvišenja Sv. Križa u Petrovaradinu
Crkva Sv. Križa u Petrovaradinu, nalazi se u djelu Petrovaradina koji se naziva Stari Majur. Izgradili su je isusovci.
Glazbeni bard Hrvata iz Vojvodine Đuro Rajković bio je orguljašem u ovoj crkvi neprekidno od 1985. do 2011. godine.
- Pogled na crkvu Sv. Križa u Petrovaradinu
- Unutrašnjost crkve Uzvišenja Svetog Križa u Petrovaradinu
- Orgulje i kor u crkvi Uzvišenja Sv. Križa u Petrovaradinu
- Sv. Ivan Nepomuk, kip u dvorištu crkve Uzvišenja Sv. Križa u Petrovaradinu, od 1735. do poslije I. svjetskog rata bio na prijelazu preko Dunava i zato ispod kipa piše Ad Traiectum 1735